# Gawril Krastewitsch

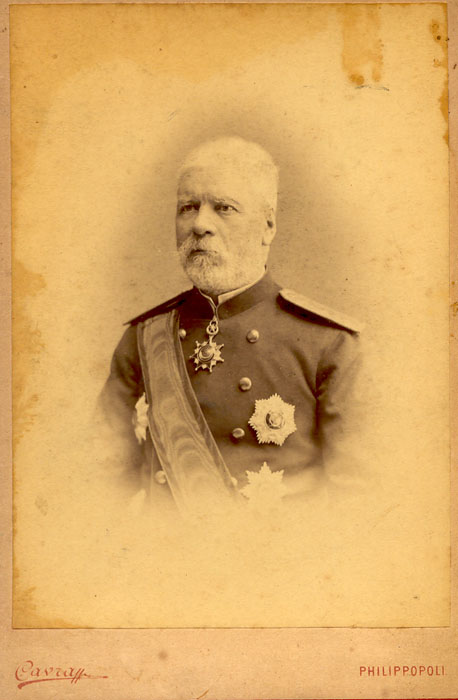
Gawril Krastewitsch

Gawril Baew Krastewitsch, auch Gawril Pascha genannt (bulgarisch Гаврил Баев Кръстевич Gavril Baev Krastevič, geboren als Gandju Baew Krastew, bulg. Гандю Баев Кръстев; * 1817 oder 1822 in Kotel, Osmanisches Reich, heute Bulgarien; † 16. November 1898 in Konstantinopel, Osmanisches Reich), war ein Phanariot bulgarischer Herkunft, Aktivist der Bulgarischen Nationalen Wiedergeburt, hoher osmanischer Beamter und nach Aleksandar Bogoridi zweiter und letzter Generalgouverneur der nach dem Berliner Kongress geschaffenen osmanischen Provinz Ostrumelien.

## Leben

### Ausbildung, erste Staatsämter, Kampf um Bulgarische Sprache und Kirche
Gawril Krastewitsch wurde 1818 (nach anderen Quellen 1817 oder 1822) in Kotel geboren. Als Jugendlicher besuchte Gawril die griechischsprachige Elementarschule in Kotel, wo auch schon Sophronius von Wraza und Stefan Bogoridi gelernt haben. Er ging 1831 nach Karlowo um bis 1835 an der Schule des bekannten Pädagogen und Reformers des bulgarischen Schulwesens Rajno Popowitsch zu lernen. Wegen seiner guten Noten bekam er ein Stipendium von Stefan Bogoridi. Gawril siedelte daraufhin nach Zarigrad (Stadt der Zaren/Sultane=Konstantinopel, heute Istanbul) wo er ab 1835 seine schulische Ausbildung am berühmten griechischen Fener-Kolleg fortführte. In dieser Zeit wohnte er bei den Bogoridis und mit dessen finanzieller Hilfe schrieb er sich 1838 nach dem Abschluss des Kollegs 1837 für ein Jurastudium an der Sorbonne in Paris ein.
Nachdem er 1844 sein Studium in Frankreich beendet hatte, arbeitete er für Stefan Bogoridi. Er wurde schnell sein Sekretär und ab 1846 sein Stellvertreter als Verwalter der Insel Samos. Ab 1850 nahm er hohe Positionen in der Rechtsbehörde des Osmanischen Reiches an. 1869 veröffentlichte Krastewitsch in Konstantinopel die Bulgarische Geschichte nach Krastewitsch. In Konstantinopel
nahm Knjaz Gawril Krastewitsch am Kampf für eine unabhängige bulgarische Kirche teil. So rief er 1852 mit einem Artikel in der Zeitung Zarigradski westnik die Bulgarische Bevölkerung auf, in den bulgarischen Schulen im Reich die Griechische Sprache durch ihre Muttersprache Bulgarisch zu ersetzen.
In den Jahren 1868 bis 1869 entwarf Krastewitsch im Auftrag der osmanischen Regierung mehrere Projekte für eine unabhängige bulgarische Kirche. Eines davon wurde die Grundlage für den Ferman (Dekret) von Sultan Abdülaziz vom Februar 1870 über die Errichtung des bulgarischen Exarchats. Krastewitschs Projekt umfasste die makedonische und einen Teil der thrakischen Diözesen. Im endgültigen Text des Fermans wurden diese Diözesen auf Drängen des ökumenischen Patriarchats von Konstantinopel vom Exarchat abgetrennt, obwohl Artikel 10 ein Plebiszit der lokalen Bevölkerung für den Betritt vorsah.
Krastewitsch nahm am Kirchlichen Konzil teil, das von Februar bis Juli 1871 in Ortaköy (Konstantinopel) tagte und die Statuten des Exarchats verabschiedete. Die meisten Bestimmungen für die die Satzung (Ustaw) der bulgarischen Kirche wurden von ihm ausgearbeitet und von den Delegierten gebilligt. Auch am weiteren Aufbau der Kirche nahm er teil. Krastewitsch gehörte zu den Vertretern, die sich der Mehrheit wegen der Ersetzbarkeit des Exarchen widersetzten. Er zog sich aus den kirchlichen Angelegenheiten zurück, nachdem mehrere Versuche, ein Schisma zwischen den Bulgaren und dem Ökumenischen Patriarchat zu verhindern, gescheitert waren.
Von Konstantinopel aus schrieb Krastewitsch regelmäßig in mehreren bulgarischen Zeitungen und Zeitschriften. So übernahm er 1859 von Iwan Bogorow die Redaktion der Zeitschrift Bulgarische Büchereien (bulgarisch Български книжници) als der Herausgeber Dimitar Mutew erkrankte. In der Zeitschrift veröffentlichte Krastewitsch Aufrufe für die Kirchenfrage, in denen er mit juristischen, historischen und theologischen Argumenten das Recht der Bulgaren auf eine eigene Kirchenhierarchie begründete. In diesen Zusammenhang schrieb er eine Bulgarische Geschichte (bulg. „История българска“), welche er auf den Seiten der Zeitschrift publizierte.
Ab 1871 war er Mitglied und ehrenamtlicher Vorsitzender der Bulgarischen Akademie der Wissenschaften.

### An der Spitze Ostrumeliens
Als nach dem Berliner Kongress die osmanische Provinz Ostrumelien als Ergebnis des Russisch-Osmanischen Krieges (1877–1878) errichtet wurde, wurde Gawril Krastewitsch zwischen 1879 und 1884 Direktor für Auswärtiges und Generalsekretär des Gouverneurs der Provinz Aleko Bogoridi, Sohn seines Ziehvaters Stefan Bogoridi. Die Provinz grenzte im Norden an das de-facto unabhängige Fürstentum Bulgarien und als Generalsekretär leitete Krastewitsch auch die Direktion des Innern (Innenministerium) für die nächsten fünf Jahre, die für die Grenzsicherung zuständig war. Außenpolitisch unterhielt er gute Beziehungen zum Russischen Kaiserreich, dieses nutzte seinen Einfluss auf die osmanische Regierung, um Krastewitsch im April 1884 als Nachfolger von Bogoridi zum Generalgouverneur der Provinz zu ernennen.
Als Generalgouverneur verfolgte Krastewitsch weiterhin eine russlandfreundliche Politik, er ernannte mit Natscho Natschow einen von St. Petersburg empfohlenen Direktor für innere Angelegenheiten, rekrutierte den preußisch-russischen Offizier August von Drigalski in der Leitung der Miliz, und favorisierte die oppositionelle prorussische Volkspartei gegenüber der Liberalen Partei. Einige Monate nach seinem Amtsantritt als Gouverneur löste Krastewitsch die liberal dominierte Regionalversammlung und den Ständigen Ausschuss auf und organisierte Neuwahlen, die von der Volkspartei mit absoluter Mehrheit gewonnen wurden. Anschließend wurden die gesamte Direktion (Provinzregierung) und die anderen Leitungsgremien der Provinz durch Mitglieder der Volkspartei ersetzt.
Als Osmanischer Provinzgouverneur konnte Krastewitsch der seit der Gründung der BGRZK Anfang 1885 zunehmenden Agitation für die Vereinigung Ostrumeliens mit dem Fürstentum Bulgarien jedoch nicht entgegenwirken. Gewarnt vor einem möglichen Staatsstreich, weigerte er sich vorbeugende Maßnahmen zu ergreifen und stoppte ein Telegramm der Direktionsleiter an die osmanische Regierung, womit sie letztere über bevorstehende öffentliche Unruhen informieren wollten. Als Gouverneur blieb Krastewitsch im Amt, bis er am Abend des 5. Septemberjul. / 17. September 1885greg. durch einen Offiziersputsch der Miliz gestürzt wurde. Am nächsten Tag setzte sich eine Interimsregierung unter der Führung von Georgi Stranski zusammen, der weitere bekannte Persönlichkeiten der BGRZK wie Sachari Stojanow, Sawa Mutkurow oder Kosta Paniza angehörten und erklärte die sofortige Vereinigung mit dem Fürstentum Bulgarien unter Fürst Alexander von Battenberg.
Berühmt ist Krastewisch auch wegen seines Ausspruchs „Jungs, ich bin auch ein Bulgare“ bei seiner Festnahme während des Offiziersputschs.
Nach der Vereinigung ging er nach Istanbul zurück, dort starb er am 16. November 1898.